# Альдо Рамірес
Альдо Рамірес (ісп. Aldo Ramírez, нар. 18 квітня 1981, Санта-Марта) — колумбійський футболіст, півзахисник мексиканського клубу «Монаркас» та збірної Колумбії.

## Клубна кар'єра
У дорослому футболі дебютував 1999 року виступами за команду клубу «Санта-Фе», в якій провів сім сезонів, взявши участь у 192 матчах чемпіонату.  Більшість часу, проведеного у складі «Санта-Фе», був основним гравцем команди.
Своєю грою за цю команду привернув увагу представників тренерського штабу клубу «Атлетіко Насьйональ», до складу якого приєднався 2005 року. Відіграв за команду з Медельїна наступні два сезони своєї ігрової кар'єри. Граючи у складі «Атлетіко Насьйональ» також здебільшого виходив на поле в основному складі команди.
2007 року уклав контракт з максиканським клубом «Монаркас», кольори якого захищає донині. 2009 року повертався на батьківщину, де умовах оренди знову грав за «Атлетіко Насьйональ».

## Виступи за збірну
2002 року дебютував в офіційних матчах у складі національної збірної Колумбії. Наразі провів у формі головної команди країни 29 матчів, забивши 1 гол.
У складі збірної був учасником розіграшу Золотого кубка КОНКАКАФ 2005 року у США.

## Титули і досягнення
- Чемпіон Колумбії (3):

«Атлетіко Насьйональ»: 2007 А, 2007 Ф, 2017 А
- Володар Кубка Мексики (1):

«Монаркас»: 2013 А
- Володар Кубка Колумбії (1):

«Атлетіко Насьйональ»: 2018
- Володар Рекопи Південної Америки (1):

«Атлетіко Насьйональ»: 2017